# Gabriel Matei
Gabriel Eugen Matei (* 26. Februar 1990 in Curtea de Argeș) ist ein rumänischer Fußballspieler. Er steht seit Anfang 2017 bei Górnik Łęczna in der polnischen Ekstraklasa unter Vertrag.

## Karriere
Matei begann im Alter von zehn Jahren mit dem Fußballspielen bei Internațional Pitești. Nachdem er alle Jugendmannschaften durchlaufen hatte, rückte er im Jahr 2008 in den Kader der ersten Mannschaft auf, die im selben Jahr in seine Heimatstadt Curtea de Argeș übergesiedelt war. Mit seiner Mannschaft beendete er die Saison 2008/09 auf dem zweiten Platz hinter Unirea Alba Iulia und stieg in die Liga 1 auf. Dort erreichte er in der Spielzeit 2009/10 zwar sportlich den Klassenverbleib, musste aber aufgrund eines Lizenzentzuges absteigen. Er verließ Internațional daher und zum Ligakonkurrenten Pandurii Târgu Jiu. Ein Jahr später schloss er sich dem Rekordmeister Steaua Bukarest an. Dort verpasste er verletzungsbedingt fast die komplette Hinrunde der Saison 2011/12. Auch in der Spielzeit 2012/13 kam er nur auf einen Einsatz und hatte damit nur geringen Anteil am Gewinn seiner ersten Meisterschaft. Auch bei der Titelverteidigung ein Jahr später kam er nur zweimal zum Zuge. Nachdem er in der Hinrunde 2014/15 gar nicht mehr zum Einsatz gekommen war, wurde er Anfang 2015 für ein halbes Jahr an den FC Brașov ausgeliehen. In Brașov war er zunächst Stammspieler, wurde in der Schlussphase der Saison jedoch nicht mehr eingesetzt. Nach dem Abstieg des Klubs kehrte er im Sommer 2015 zu Steaua zurück. Nachdem er erneut nicht den Sprung in die erste Elf geschafft hatte, wechselte er im September 2015 zum FC Academica Clinceni in die Liga II. Dort konnte er überzeugen, so dass ihn Anfang 2016 Erstligist ASA Târgu Mureș unter Vertrag nahm. Der Verein geriet zu Beginn der Saison 2016/17 in Abstiegsgefahr und transferierte Matei Anfang 2017 zu Górnik Łęczna in die polnische Ekstraklasa.

## Erfolge
- 2× Rumänischer Meister: 2013, 2014
- Aufstieg in die Liga 1: 2009